# 短柱络石
短柱络石（学名：Trachelospermum brevistylum）为夹竹桃科络石属的植物，为中国的特有植物。分布在中国大陆的广东、贵州、安徽、广西、福建、湖南、四川等地，生长于海拔600米至1,100米的地区，多生长于山地空矿疏林中、树上和石上，目前尚未由人工引种栽培。